# Le Pénitent
Pour plus de détails, voir Fiche technique et Distribution.
Le Pénitent est un téléfilm réalisé par Jean-Pierre Bastid, diffusé en 1991. Le Pénitent a été adapté du roman de Paul-Aloïse De Bock.

## Synopsis
L’été 1933 touche a sa fin. A la frontière des Flandres, dans la grande ferme du Torenhof, Barnabé s'adonne avec vigueur aux travaux de la terre auprès de son père. A 17 ans, il veut entrer au séminaire. Mais son père meurt et Barnabé doit reprendre la ferme, puis épouse Godelieve, sa cousine.

## Fiche technique
- Réalisation : Jean-Pierre Bastid
- Scénario et adaptation : Charles Meunier[Lequel ?]
- Roman : Paul-Aloïse De Bock
- Son : Daniel Banaszak

## Distribution
- Maurice Barrier
- Benoît Girard
- Martine Jonckheere
- Maxime Leroux
- Doris Van Caneghem
- Evi Vanden Eeckhoudt : Jeanne
- Florence Vanden Eeckhoudt : Jeanne